# Patrick de Saint-Exupéry
Pour les articles homonymes, voir Famille de Saint-Exupéry et Saint-Exupéry (homonymie).
Patrick de Saint-Exupéry, né le 16 septembre 1962 à Boulogne-Billancourt, est un journaliste français.

## Biographie
Patrick de Saint-Exupéry est le fils de Jacques de Saint-Exupéry et de sa femme, née Martine d'Anglejan. Antoine de Saint-Exupéry, célèbre aviateur et écrivain, était le cousin germain de son grand-père. 
Il a commencé sa carrière de journaliste en gagnant à 19 ans un concours de jeunes reporters.
Il est diplômé de l'Institut pratique du journalisme en 1984.
Il a collaboré à plusieurs journaux :
- France-Soir Magazine à partir de 1983 ;
- France-Soir au service étranger en 1987 ;
- en indépendant pour l'Express et Grands Reportages en 1988 ;
- Le Figaro au service étranger à partir de 1989.

Au cours de sa carrière il a couvert, le Cambodge, le Canada, le Liberia, l’Afrique du Sud, la guerre du Golfe, l’Iran, la Libye, l’Arabie saoudite et le Rwanda puis Moscou où il fut correspondant permanent de 2000 à 2004.
Début 2005, il travaille à nouveau sur l'Afrique, toujours pour Le Figaro.
Le 22 avril 2005 Patrick de Saint-Exupéry, envoyé spécial du Figaro au Togo, est refoulé de Lomé alors qu'il devait y suivre le déroulement de l'élection présidentielle. L'élection a lieu deux jours plus tard et, émaillée de fraudes, débouchera sur la victoire de Faure Gnassingbé Eyadema.
Lauréat du prix Albert-Londres en 1991 pour sa série de reportages sur la guerre au Libéria et la fin de l’apartheid, Patrick de Saint-Exupéry est aussi membre du jury de ce prix.
Depuis janvier 2008, en congé sans solde du Figaro, il a fondé avec Laurent Beccaria la revue de grand reportage XXI, dont il est le directeur éditorial.
En mars 2011, il fonde un nouveau « Mook » (contraction de book et magazine) sur la photographie Le XXIe en images. En 2017, il cofonde avec Laurent Beccaria l'hebdomadaire Ebdo. La société éditrice du magazine déposera le bilan en mars 2018.

## Le Rwanda
Le Rwanda est l'un des pays qui l'ont le plus marqué. Il le traverse pendant le génocide d'abord à travers les lignes du FPR, puis pendant l'opération Turquoise à travers les lignes françaises. Ses articles sur l'opération Turquoise et ensuite une série d'articles rétrospectifs en 1998 ont déclenché la constitution de la Mission d'information parlementaire sur le Rwanda, présidée par Paul Quilès, qui a rendu son rapport en décembre 1998.
Ses articles de 1994 et 1998, notamment sur les événements de Bisesero dont il fut témoin direct, ont suscité les réactions de militaires français et de journalistes : Michel Peyrard, journaliste à Paris Match, Stephen Smith dans le Monde, Pierre Péan dans Noires fureurs, blancs menteurs, et Bernard Lugan dans François Mitterrand, l'armée française et le Rwanda soutiennent la version des militaires français sur Bisesero.
En 2004, Patrick de Saint-Exupéry publie aux éditions Les Arènes un livre entièrement consacré à « La France au Rwanda », intitulé L'Inavouable, dans lequel il entraîne Dominique de Villepin sur les lieux de ses reportages pendant l'opération Turquoise. Il a en effet entendu Dominique de Villepin dire sur une chaîne de radio en parlant du Rwanda : « Les génocides ». Le simple emploi de cette expression insinue des massacres comparables de la part des deux camps, position que Saint-Exupéry juge révisionniste. Deux jours après la publication de son livre, il est intervenu dans un colloque organisé à l'Assemblée nationale par la Commission d'enquête citoyenne sur l'implication de la France au Rwanda. Cet ouvrage a fait l'objet d'une nouvelle édition en avril 2009, à l'occasion du quinzième anniversaire du début du génocide. Intitulé Complices de l'inavouable, il est à nouveau publié par Les Arènes.  
En 2014, aux mêmes éditions, Patrick de Saint-Exupéry publie l'album BD La Fantaisie des Dieux, avec Hippolyte, évoquant le drame  du Rwanda en 1994. Pour le magazine Télérama, en mai 2014 : « les auteurs relatent finement et pudiquement l'horreur, lui donnant ainsi d'autant plus de force. ». Fin décembre 2014, pour le même magazine Télérama, l'album fait partie des « 10 meilleures BD de l’année 2014. » En mars 2021, Patrick de Saint-Exupéry publie un nouveau livre baptisé La traversée dans lequel il bat en brèche la théorie d’un « deuxième génocide » après celui des Tutsi au Rwanda,.

## Plaintes pour diffamation et condamnations

### Rwanda: accusations contre des personnalités françaises
Paru en 2009, l'ouvrage Complices de l'inavouable : La France au Rwanda présente en page de couverture les noms de plusieurs officiers français et personnalités politiques. Se jugeant mis en cause pour une supposée implication dans le génocide rwandais, les généraux Christian Quesnot, Jean-Claude Lafourcade et Éric de Stabenrath poursuivent Patrick de Saint-Exupéry, l'éditeur Beccaria et les Editions les Arènes, pour diffamation. 
Dans la procédure intentée par le général Quesnot, le tribunal correctionnel, puis la Cour d'appel de Paris par un arrêt en date du 18 octobre 2012 disculpent l'auteur et l'éditeur des chefs de diffamation publique envers un fonctionnaire public et complicité. Cet arrêt est cassé et annulé par la Cour de cassation (Cass. Crim., 14 janvier 2014, pourvoi n°12-87296). La Cour d’Appel de Paris, dans un arrêt du 18 décembre 2014, retient le caractère diffamatoire des accusations portées par Patrick de Saint-Exupéry et son éditeur contre les officiers français de l’opération Turquoise, excluant leur « bonne foi » et les condamne à 7 000 euros de dommages et intérêts. Patrick de Saint-Exupéry et son éditeur se pourvoient en cassation. La Cour de cassation rejette le pourvoi et confirme la décision de la Cour d'appel par un arrêt en date du 10 mai 2016 (Cass. Crim., 10 mai 2016, pourvoi n°15-80.760). 
Deux arrêts sont rendus en 2015, qui débouchent l'un sur une relaxe du journaliste s'agissant de la plainte du général Lafourcade, l'autre sur une condamnation s'agissant de celle du général de Stabenrath, excluant sa « bonne foi » ainsi que celle de son éditeur. Le journaliste et l'éditeur se pourvoient en cassation. Le 11 juillet 2017, la Cour de cassation rejette ce recours, estimant que la cour d'appel avait régulièrement jugé et qu'il y avait bien eu diffamation,.

### Ebdo: accusations de viol contre Nicolas Hulot
Dans un dossier de huit pages publié le 9 février 2018, le magazine Ebdo fait état d’une plainte pour viol déposée en 2008 contre Nicolas Hulot, ministre de la Transition écologique et solidaire. Cette plainte concerne des faits supposés avoir eu lieu en 1997 et a été classée sans suite par le parquet de Saint-Malo. Ebdo mentionne également une rumeur de harcèlement sexuel à l’encontre d’une ancienne collaboratrice de l’ex-Fondation Hulot. Celle-ci dément aussitôt. L'enquête est controversée et soulève des débats sur l'éthique journalistique,,,. Patrick de Saint-Exupéry se justifie en expliquant : « Nous sommes journalistes, nous avons une information confirmée. […] C'est le travail du journaliste de dire ».   
Nicolas Hulot dénonce des « propos mensongers et gravement diffamatoires » et porte plainte contre le journal pour diffamation. Cependant Ebdo, en cessation de paiement, cesse de paraître le 22 mars 2018. L'avocat de Nicolas Hulot annonce le 26 décembre 2018 que ce dernier retire sa plainte.

## Publications
- 2004 : L'inavouable : La France au Rwanda, Les Arènes, Paris, 287 p.  (ISBN 2-912485-70-3)
- 2009 : Complices de l'inavouable : La France au Rwanda, nouvelle éd. revue et augmentée, les Arènes, Paris, 313 p.  (ISBN 9782352040835)
- 2014 : La Fantaisie des Dieux (BD), avec Hippolyte, Les Arènes, 96 p.
- 2021: La Traversée - Une odyssée au cœur de l'Afrique, Les Arènes, 287 p.  (ISBN 1037502868)